# Primeira-base

A posição do primeira-base.

Primeira base (denotado 1B), no beisebol, pode referir-se à base em si ou à posição jogada nela.

## A base
É o primeiro de quatro pontos no diamante do beisebol que devem ser tocados em sucessão por um corredor para anotar uma corrida. Um batedor pode alcançar a primeira base das seguintes maneiras:
- Por um rebatida;
- Recebendo uma base por bolas;
- Sendo atingido pelo arremesso lançado pelo arremessador;
- Quando a defesa comete um erro que permite ao corredor chegar à base;
- Se há interferência no swing do rebatedor, o rebatedor recebe a primeira base automaticamente;
- Chegando à primeira base com a defesa fazendo a eliminação a outro corredor mais adiantado (escolha do defensor);
- Se não há corredor na primeira base, um rebatedor pode correr a esta sem o terceiro strike na sua conta se não for tocado pelo receptor. O receptor tem a oportunidade de fazer a eliminação se tocar o rebatedor com a bola ou lançá-la à primeira base antes que o rebatedor a alcance;
- Por meio de interferência do corredor. Se a bola rebatida atinge outro corredor, este é eliminado e o rebatedor que bateu a bola vai para a primeira base (as regras marcam essa jogada como uma rebatida).

## O jogador

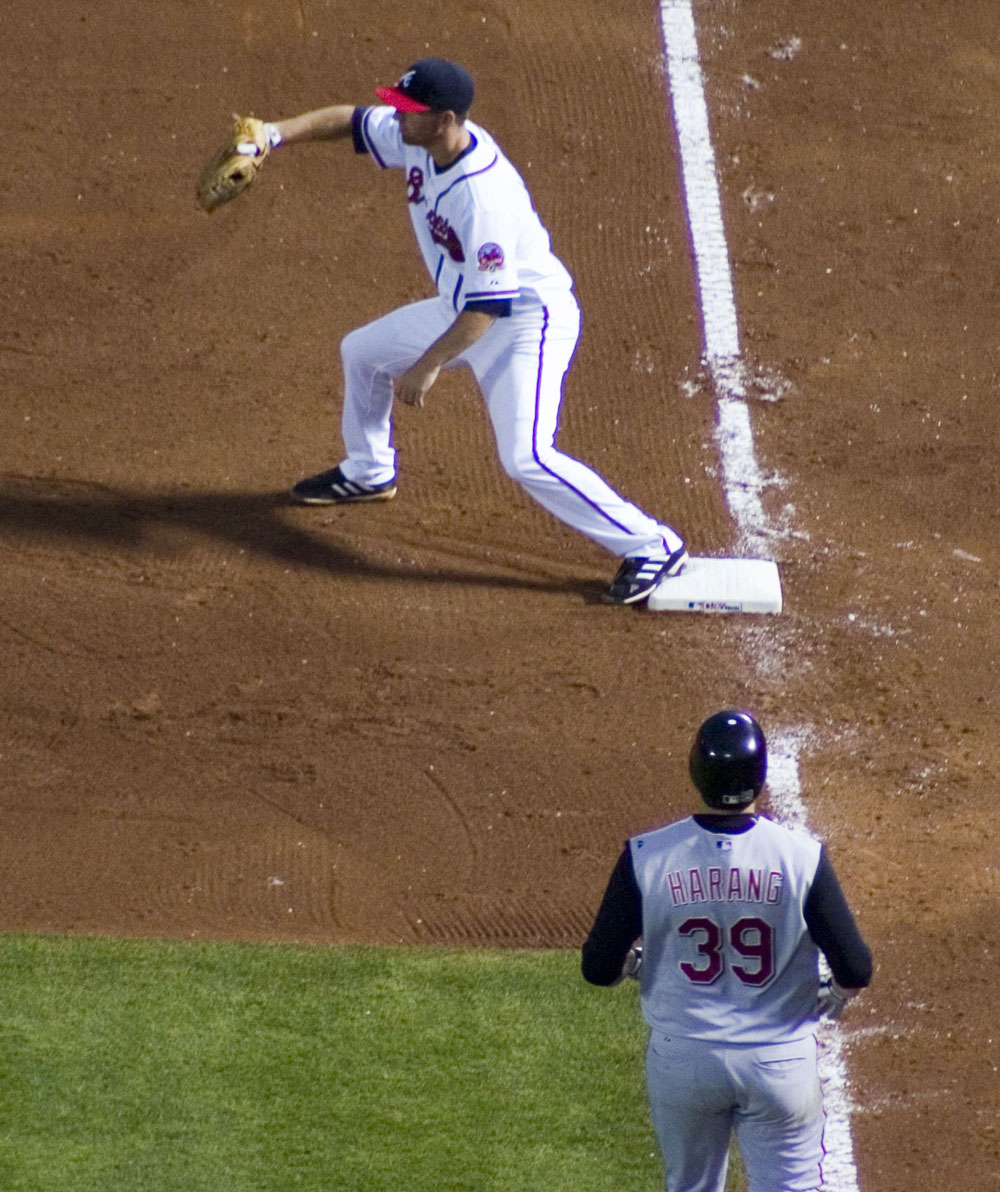
Primeira-base recebe a bola para fazer a eliminação.

Um primeira-base ou homem de primeira base (first baseman, 1B) é o jogador do time atuando na defesa que guarda a área próxima à primeira base, e cobre a maioria das jogadas feitas dela. No sistema numérico usado para registrar jogadas defensivas, o primeira-base é apontado com o número 3. Essa é uma posição muito importante já que uma grande quantidade de eliminações se registram aí, devido a que se a bola é batida e esta vai pelo chão, um jogador pode recolhê-la e lançá-la a primeira ou pisar essa base para conseguir uma eliminação antes que o corredor a alcance.

### Características
O primeira-base é, idealmente, um jogador alto com uma boa flexibilidade. A flexibilidade é necessária por duas razões principais. O primeira-base recebe lançamentos dos outros defensores internos, do arremessador e do receptor depois que eles defendem bolas rasteiras. Como ele deve manter um pé na base para que o corredor seja eliminado, ele deve ser capaz de "estender-se" à bola antes que o corredor chegue à base em lances fechados. Ademais, a primeira base é muitas vezes referida como “o outro canto quente” (the other hot corner) — o “canto quente” (hot corner) sendo a terceira base — e ele deve ter reflexos para defender as mais difíceis bolas rebatidas pela linha de falta, principalmente por batedores canhotos.
Jogadores que lançam de esquerda são preferidos nesta posição porque depois de pegar uma bola batida, ou uma bola lançada pelo receptor ou arremessador, eles não têm de se virar antes de lançar a bola à outra base. Por via de regra, isso não é uma razão para manter um primeira-base fraco no bastão; as diferenças defensivas entre primeiras-base são menos significantes que a capacidade de batimento. Isso, porém, estimula o uso de bons rebatedores canhotos na primeira base, porque os únicos outros lugares disponíveis para eles são as três posições no campo externo.
A luva usada pelos primeiras bases é diferente do resto dos jogadores do quadro, é mais parecido com a luva do receptor. É maior e não conta com separação para os dedos. Esse desenho permite ao primeira base apanhar tiros difíceis, especialmente aqueles que rebatem no solo.
Normalmente, são os melhores rebatedores de seus times, quando no ataque.
Quando não há um corredor na primeira base, o primeira-base normalmente fica atrás dela, cerca de 3 metros (10 pés) da linha de falta. Quando há um corredor na primeira base, o primeira-base por ficar na frente da base para preparar-se para um tentativa de pickoff. Numa jogada de defesa, o primeira-base geralmente fica com seu pé (que não o da mão da luva) tocando a base, e logo estende-se em direção ao lançamento. Essa esticada é para reduzir o tempo que leva do lançamento chegar à primeira base, e incitar o árbitro a chamar lances próximos a favor de seu time. O primeira-base pode ter a responsabilidade de cortar lançamentos errantes do campo externo à home plate. Contudo, o primeira-base só corta lançamentos do campo direito e do campo central, enquanto os lançamentos do campo esquerdo são cortados pelo terceira-base. A luva do primeira-base é alongada, tem um tecido largo e nenhum dedo individual. Este desenho a faz eficiente em reter lançamentos errantes, em particular aqueles que quicam no chão (também conhecidos como "short-hops").
Como a natureza do jogo na primeira base frequentemente requer que o jogador fique perto da bolsa para manter corredores no lugar ou chegar à bolsa antes do batedor, tipicamente não se espera que os primeiras-base tenham o alcance necessário para os outros defensores internos e os defensores externos. Como resultado, a primeira base é a posição menos exigente fisicamente no diamante do beisebol, uma noção evidenciada pelo fato de que muitos jogadores se movem à primeira base mais tarde em suas carreiras, com o declínio de seu alcance e nível físico. Devido a essa relativa abundância de jogadores na posição, e porque os primeiras-base estão muitas vezes entre os jogadores mais altos do time, espera-se quase sempre que eles estejam entre os rebatedores mais fortes de suas equipes.
Além de estar na posição para pegar a bola e tocar primeiro na base (normalmente com seus pés) em um lançamento de outro defensor interno, do arremessador ou do receptor numa bola rasteira e apanhar bolas válidas e de falta rebatidas para sua área geral, os primeiras-base comumente buscam bolas de bunt batidas perto da linha de primeira base, no caso que eles costumeiramente lançam para o segunda base que cobre a primeira base ou mais dificilmente para outra base para completar uma jogada de escolha do defensor num mau bunt. Os primeiras-base estão muitas vezes implicados em jogadas de rundown envolvendo tentativas de pickoff ou roubo de base.
Primeiras-base bons defensivamente, de acordo com Bill James (afamado estatístico), são capazes de jogar fora da primeira base para que possam defender bolas rasteiras rebatidas para o lado válido da primeira base. O primeira-base então conta com o arremessador para correr à primeira base para receber a bola e completar a eliminação. Uma jogada rara envolvendo o primeira-base é a chamada queimada dupla 3-6-3 na qual o primeira-base defende a bola, lança para a segunda, onde o interbases pega a bola para fazer a primeira eliminação e logo lança de volta ao primeira-base que toca a base em tempo antes que o batedor-corredor chegue a ela. Se o arremessador chega à primeira base e completa a queimada dupla, ela é uma 3-6-1 de valor semelhante. Muito mais frequente que qualquer queimada dupla iniciada pelo primeira-base é uma jogada de escolha do defensor, tipicamente resultando de um lançamento ao interbases (menos frequentemente o segunda-base) na segunda base. Jogadas de escolha do defensor pelo primeira-base raramente são feitas à home plate e quase nunca à terceira base, exceto quando há corredores na 1ª e 2ª e o time no ataque está tentando um bunt de sacrifício.